# Ampelisca incerta
Ampelisca incerta is een vlokreeftensoort uit de familie van de Ampeliscidae. De wetenschappelijke naam van de soort is voor het eerst geldig gepubliceerd in 1951 door Reid.